# Dejen Gebremeskel
Dejen Gebremeskel (ur. 24 listopada 1989 w Adigrat) – etiopski lekkoatleta specjalizujący się w biegach długich.
W 2007 roku został wicemistrzem Afryki juniorów w biegu na 5000 metrów – na tym samym dystansie w kolejnym sezonie zdobył brąz światowego czempionatu juniorów. Podczas halowych mistrzostw świata w Dosze (2010) uplasował się na dziesiątym miejscu w biegu na 3000 metrów. Brązowy medalista w biegu na 5000 metrów podczas mistrzostw świata w Daegu (2011), po dyskwalifikacji trzeciego na mecie Imane Mergi. W 2012 roku zdobył srebrny medal igrzysk olimpijskich w biegu na dystansie 5000 metrów. W 2014 zdobył brąz halowych mistrzostw świata w Sopocie, startując w biegu na 3000 metrów.

## Osiągnięcia
| Rok  | Impreza                               | Miejsce        | Konkurencja      | Lokata      | Wynik    |
| ---- | ------------------------------------- | -------------- | ---------------- | ----------- | -------- |
| 2007 | Mistrzostwa Afryki juniorów           | Wagadugu       | bieg na 5000 m   | 2. miejsce  | 14:14,96 |
| 2008 | Mistrzostwa świata w biegu na przełaj | Edynburg       | bieg juniorów    | 18. miejsce | 23:34    |
| 2008 | Mistrzostwa świata juniorów           | Bydgoszcz      | bieg na 5000 m   | 3. miejsce  | 13:11,97 |
| 2010 | Halowe mistrzostwa świata             | Doha           | bieg na 3000 m   | 10. miejsce | 7:48,69  |
| 2011 | Mistrzostwa świata                    | Daegu          | bieg na 5000 m   | 3. miejsce  | 13:23,92 |
| 2012 | Halowe mistrzostwa świata             | Stambuł        | bieg na 3000 m   | 5. miejsce  | 7:42,60  |
| 2012 | Igrzyska olimpijskie                  | Londyn         | bieg na 5000 m   | 2. miejsce  | 13:41,98 |
| 2013 | Mistrzostwa świata                    | Moskwa         | bieg na 10 000 m | 16. miejsce | 27:51,88 |
| 2014 | Halowe mistrzostwa świata             | Sopot          | bieg na 3000 m   | 3. miejsce  | 7:55,39  |
| 2016 | Igrzyska olimpijskie                  | Rio de Janeiro | bieg na 5000 m   | 12. miejsce | 13:15,91 |

## Rekordy życiowe
- bieg na 5000 metrów – 12:46,81 (6 lipca 2012, Paryż) 9. wynik w historii światowej lekkoatletyki
- bieg na 10 000 metrów – 26:51,02 (27 czerwca, Sollentuna)